# Кімната Гретхен
Кімната Гретхен — український інді-рок гурт з Дніпра.

## Історія
Команда зібралась у 2006 році, хоч самі учасники роком заснування вважають 2008 рік, коли вони вперше заявили про себе на «Мазепа-Фесті».
У травні 2006 року гурт «КІМНАТА ГРЕТХЕН» (тоді ще - субпроект музикантів кількох альтернативних дніпропетровських колективів) дебютував в рідному місті, отримавши запрошення від організаторів всеукраїнського промо-туру київського гурту «ТОЛ». 
У 2013 вийшов другий студійний альбом Прямий Ефір, над яким команда працювала близько пів року. Від лірично-романтичних пісень, що були присутні на попередніх релізах, хлопці вирішили відмовитись на користь важчого звучання.
Гурт КІМНАТА ГРЕТХЕН неодноразово трансформувався як у складі учасників, так і в мовному питанні. Свого часу різкий стрибок в бік мови міжнародного спілкування викликав певну хвилю обурень серед давніх поціновувачів творчості українських інді-рокерів. Втім, швидко знайшлися і нові прихильники, яким полюбилися «бойовики» та танцювальні хіти з англомовної програми
Третій студійний альбом «Науковий Атеїзм» став за версією «Нотатків» одним із найсильніших релізів першої половини 2015 року. У платівці відчувається неабияке дорослішання музикантів, що отримало відображення у музичній та текстовій складовій релізу.
У 2018 році світ побачив четвертий за ліком студійний альбом «Гравітанці [Архівовано 18 жовтня 2018 у Wayback Machine.]» дніпровського колективу, у якому музиканти відклали у бік електрогітари та перейшли на темну електронну сторону інді. Перед його прем'єрою музиканти також оприлюднили кліп до пісні «Смузі [Архівовано 21 серпня 2018 у Wayback Machine.]».
Наприкінці 2018 року хлопці виклали у мережу композицію «Імбир», на створення якої музикантів надихнула поїздка на Донбас у рамках одного з мистецько-волонтерських проектів. Пізніше (у 2020 році) піснею "Імбир. Світла версія [Архівовано 13 червня 2021 у Wayback Machine.]" гурт долучився до акції "Так працює пам'ять", присвяченої пам'яті Данила Дідіка і всім, хто віддав життя за незалежність України.
У перші дні 2019 року, гурт презентував новий сингл та відеокліп під назвою «Дива Стане На Всіх [Архівовано 7 березня 2021 у Wayback Machine.]» або ж «Святий М.».
У березні 2019 року хлопці оприлюднили першу з трьох версій своєї авторської пісні «Щастя», які будуть відрізнятися між собою мовою виконання. До україномовної новинки також було знято кліп.
Свій наступний реліз, епічний сингл «Зоряні Війни», музиканти приурочили до Дня Космонавтики 2019 року.

## Дискографія
- Кімната (Збірник ранніх речей) (2006)
- Brand New Brain (2010)[1]
- Прямий Ефір (2013)[3]
- Науковий Атеїзм (2015)[7]
- Гравітанці[13] (2018)
- Теорія неймовірності (2020)

## Ланки
- Кімната Гретхен [Архівовано 14 березня 2015 у Wayback Machine.] на сайті notatky.com.ua
- Учасники гурту «Кімната Гретхен» про музику, вибори та халяву[недоступне посилання]